# Hôpital européen Georges-Pompidou
O  Hôpital européen Georges-Pompidou é um hospital público no 15.º arrondissement de Paris. Foi construído no século XXI.
É conhecido como um dos principais hospitais de doenças cardíacas do mundo. Em 2013, Alain Carpentier desenvolveu o primeiro coração 100% artificial usando biomateriais e sensores eletrônicos.
O dispositivo foi implantado com sucesso por uma equipe do hospital em 18 de dezembro de 2013.